# Dopeman
Pityinger László, művésznevén Dopeman (Budapest, 1974. március 20. –) magyar rapper, producer, hitelközvetítő.

## Élete
Budapest VIII. kerületében, az 1980-ban elkészült Szigony utcai lakótelepen nőtt fel. Egy öccse és egy húga van. Öccse Pityinger Péter (Kicsi Dope), jazzgitáros. Dopeman egy VI. kerületi gimnáziumban érettségizett, utána jogot szeretett volna tanulni, de nem vették fel. Dolgozott videotékában és volt piaci árus is. Jó zenei érzéke (amelyet hegedülő nagyapjától, valamint gitározó apjától örökölt) és nagy dumája révén rappernek állt. 1996-ban az egyik klubban megismerkedett Ganxsta Zolee-val, aki bemutatta őt néhány lemezkiadós ismerősének. Együtt csináltak egy demófelvételt is, de egyik kiadó sem kapott az alkalmon. Amikor Lory B. kilépett a Kartelből, akkor Ganxsta Zolee megkérte, hogy lépjen be hozzájuk. 1997-ben szerződést kötött a Magneoton-Warnerral, így decemberben megjelenhetett az első Dopeman-album. Fordult a kocka címmel – Dopeman, Viclaz El Presidente és a La Mafia Productions rendezésében. A lemezen édesapja gitározott, a hangszerelést pedig öccse vállalta el. Művésznevét kedvenc együttesének azonos című dala után vette fel.
2020-ban buddhista tanító BA oklevelet szerzett A Tan Kapuja Buddhista Főiskolán kiváló minősítéssel.
2025 augusztusában bejelentette, hogy párjával, Viktóriával összeházasodtak. Előtte 9 évig volt együtt Etelka nevű párjával, aki 2024-ben szakított vele.

## Politikai karrier
2013. szeptember 29-én részt vett az Együtt–PM és szövetségesei rendezvényén, melyen Bajnai Gordon is felszólalt, majd a szervezők ledöntötték az Orbán Viktort ábrázoló hungarocell szobrot. Dopeman a Himnusz trágársággal teli átdolgozását adta elő, majd belerúgott a szobor letört fejébe. 2014-ben a rendőrség garázdaság és nemzeti jelkép megsértése miatt gyanúsítottként hallgatta ki. A bíróság a vád alól 2016 januárjában első fokon felmentette.  
A 2020-as években már látványosan kiáll Orbán Viktor mellett, és bekerült annak Digitális Polgári Körébe. Gyakori szereplő lett a kormányközeli médiákban és a politikai háttérműsorokban.

## Producerként
Dopeman egy klubban találkozott Beat-tel és L.L. Juniorral. A két fiatal ott zenélt. A remek hangú Fatimát már régebbről ismerte. Képzeletben hozzá társította a két srácot is. Az ötlet nem csak neki tetszett meg, hanem a tehetséges fiataloknak is. Így alakult meg 1997-ben a Fekete Vonat nevű roma trió.
MC Ducky az Ő produceri ténykedése mellett készítette el első önálló raplemezét. 1999-ben a T.K.O. (Ogli-G és Kicsi Tyson) nevű formáció Mesél az alvilág című lemezének létrejöttében vállalt kulcsszerepet.
Robby D. 2000. májusi Electric boogie lemezének öt számát – köztük a címadó dalt is – a Dopeman / El Presidente / Pityinger Péter team kreálta. 2000 őszén újabb önálló lemezt készített, a lemezbemutatóra 2001 márciusában került sor.
A Villa-rap elkészítése és a közös iszogatások során barátkozott össze Majkával a Való Világ első szériájának ezüstérmesével, de a tíz hónapos együttműködés után véget ért a nagy haverság.
A legújabb 2005-ben kiadott lemezén olyan előadók is közreműködtek, mint Emilio vagy MC Ducky.

## Televíziós szereplés
- Való Világ, (2003. ősz) – Villa rap
- Sztárbox
- Hal a tortán – Hét év után végre kibékült Ganxsta Zolee-val.

## Szólólemezek
| Év   | Album                                                            | Legmagasabb helyezés                   | Minősítés    |
| Év   | Album                                                            | MAHASZ Top 40 album- és válogatáslemez | Minősítés    |
| ---- | ---------------------------------------------------------------- | -------------------------------------- | ------------ |
| 1997 | Fordult a kocka - Megjelenés: 1997.                              | 17                                     |              |
| 1999 | Magyarország rémálma - Megjelenés: 1999.                         | 2                                      | - Aranylemez |
| 2000 | Magyarország rémálma 2. – A strici visszatér - Megjelenés: 2000. | 11                                     |              |
| 2002 | Az országház fantomja - Megjelenés: 2002.                        | 3                                      |              |
| 2004 | A telep csicskája - Megjelenés: 2004.                            | 12                                     |              |
| 2005 | Dopeman&Kicsi Dope – Aljas Pityinger fiúk - Megjelenés: 2005.    | -                                      |              |
| 2008 | Mr. Pityinger … Az eredeti gengszter - Megjelenés: 2008.         | 1                                      |              |
| 2012 | Drogsztár                                                        |                                        |              |